# ألكسندرا أولسزا
ألكساندرا أولسزا (بالبولندية: Aleksandra Olsza) مواليد 8 ديسمبر 1977 في كاتوفيتسه، هي لاعبة كرة مضرب بولندية سابقة بدأت مسيرتها كمحترفة سنة 1996، اعتزلت اللعب في 1999. كما أنها إحدى بطلات الجراند سلام. أعلى تصنيف لها في الفردي كان المركز الـ 72 في سنة 1996. أعلى تصنيف لها في الزوجي كان المركز الـ 69 في سنة 1999. سبق أن شاركت في دورة الألعاب الأولمبية الصيفية.

## روابط خارجية
- ألكسندرا أولسزا على موقع رابطة محترفات التنس (الإنجليزية)
- ألكسندرا أولسزا على موقع الاتحاد الدولي لكرة المضرب (الإنجليزية)
- ألكسندرا أولسزا على موقع كأس بيلي جين كينغ (الإنجليزية)
- ألكسندرا أولسزا على موقع خلاصة التنس.كوم (الإنجليزية)
- ألكسندرا أولسزا على موقع اللجنة الأولمبية الدولية (الإنجليزية)
- ألكسندرا أولسزا على موقع أوليمبيديا (الإنجليزية)
- ألكسندرا أولسزا على موقع اللجنة الأولمبية البولندية (مؤرشف) (البولندية)